# Patrício Pitbull
Patrício Freire (Mossoró, Río Grande del Norte; 7 de julio de 1987), conocido por su apodo Patrício Pitbull, es un artista marcial mixto brasileño que compite en la división de peso pluma de Ultimate Fighting Championship, anteriormente trabajo para Bellator MMA donde fue tres veces Campeón Mundial de Peso Pluma de Bellator y el ex-Campeón Mundial de Peso Ligero de Bellator. Freire es el segundo doble campeón simultáneo en la historia de Bellator. Desde el 22 de julio de 2025 está en la posición #11 del ranking de peso pluma de UFC.
Freire está en la posición de #3 del ranking de peso pluma del mundo de Fight Matrix. Combat Press lo tiene en la posición #3 de peso pluma y #5 en el ranking libra por libra. Sherdog lo posiciona en el #2 del ranking de peso pluma y en la posición #7 de ranking libra por libra. Está en la posición #1 del ranking de peleadores fuera de UFC de peso pluma de Ranking MMA.

## Primeros años
Freire nació y creció en las afueras de Natal, Brasil. Freire comenzó a entrenar a jiu-jitsu brasileño a la edad de diez años para ayudarlo con el estigma de su altura. En su adolescencia, entrenó en el reconocida academia Chute Boxe junto con notables estrellas de las MMA como Wanderlei Silva y Mauricio Rua.
Freire es el hermano menor del peleador de peso ligero Patricky Pitbull.

## Carrera de artes marciales mixtas

### Primeros años
Freire hizo su debut profesional en MMA en marzo de 2004 a los 16 años. Por los primeros cinco años y medio de su carrera, compitió en su nativo Brasil y acumuló un récord de 12–0 con diez victorias siendo por finalización.
En el momento de su firma con Bellator, Freire estaba posicionado como uno de los mejores prospectos fuera de Norteamérica.

### Bellator MMA

#### Debut y Torneo de Peso Pluma
Luego de acumular un sólido récord en el circuito brasileño, Freire hizo su debut en Estados Unidos el 22 de abril de 2010, en el Torneo de Peso Pluma de Bellator.
Ganó el primer round derrotando a Will Romero por sumisión en el primer asalto. En Bellator 18 Freire ganó la semifinal contra el ex-Campeón de Peso Pluma de EliteXC, Wilson Reis.
Freire enfrentó a Joe Warren el 24 de junio de 2010, en Bellator 23 en la Final del Torneo. A pesar de casi finalizar la pelea en el primer asalto, Freire perdió una controversial decisión dividida.

#### Temporada Cuatro de Bellator
En la Temporada Cuatro de Bellator, Friere ganó dos peleas en tercer asalto por KO contra Georgi Karakhanyan y Wilson Reis (una revancha de su pelea del año anterior) para avanzar a la final del Torneo de Peso Pluma. Friere enfrentó a Daniel Straus en la Final del Torneo de Peso Pluma en Bellator 45. Ganó la pelea por decisión unánime.

#### Primera Oportunidad Titular
Freire tuvo una lesión en la mano que impidió que tuviera una revancha con Joe Warren por el Campeonato de Peso Pluma de Bellator.
Luego de un año y medio sin pelear, Freire regresó a la acción en Bellator 85 para enfrentar a Pat Curran quien había derrotado a Joe Warren por el Campeonato de Peso Pluma de Bellator en Bellator 60. Luego de una competitiva pelea, Freire terminó perdiendo una muy cerrada división dividida.
Freire estaba programado para enfrentar a Rob Emerson en Bellator 97, pero Emerson fue forzado a derritarse de la pelea por una lesión y fue reemplazado por Jared Downing. Freire ganó la pelea por KO en 50 segundos del segundo asalto.

#### Temporada Nueve de Bellator
Freire enfrentó al ex contendiente de peso pluma de UFC Diego Nunes en Bellator 99 en los cuartos de final del Torneo de Peso Pluma de la Temporada Nueve de Bellator. Ganó la pelea por nocaut en el primer asalto.
Freire enfrentó a Fabricio Guerreiro en las semifinales en Bellator 103. Ganó la pelea por decisión unánime.
Freire enfrentó a Justin Wilcox en la final del torneo en Bellator 108. Ganó la pelea por TKO en el primer asalto.

#### Primer reinado como Campeón Mundial de Peso Pluma de Bellator
Luego de ser omitido para una oportunidad titular, se esperaba que Freire finalmente peleara por el Campeonato Mundial de Peso Pluma de Bellator en una muy esperada revancha con Pat Curran el 6 de junio de 2014, en Bellator 121. Sin embargo, el 21 de mayo, se anunció que Curran se retiró de la pelea por una lesión en la pierna. La revancha ocurrió en Bellator 123 el 5 de septiembre de 2014. Freire derrotó a Curran por decisión unánime para convertirse en el nuevo Campeón de Peso Pluma de Bellator.
Freire hizo su primera defensa titular en Bellator 132 el 16 de enero de 2015 contra Daniel Straus en una revancha de su pelea en mayo de 2011, que vio a Freire ganar por decisión unánime. Freire ganó la pelea en el cuarto asalto por sumisión (rear-naked choke).
Se esperaba que Freire defendiera su título contra el ex-Campeón de Peso Pluma de WSOF Georgi Karakhanyan en una revancha en Bellator 138 el 19 de junio de 2015. Sin embargo, luego de una lesión sufrida por Karakhanyan, Freire enfrentaría al ganador del Torneo de Peso Pluma de la Temporada Diez de Bellator Daniel Weichel en el evento. A pesar de ser derribado por golpes en los últimos segundos del primer asalto, Freire se recuperó para noquear a Weichel con un gancho de izquierda de contra en el segundo asalto.

#### Pérdida del Campeonato y regreso a la posición de contendiente
Freire tuvo su tercera pelea con Straus el 6 de noviembre de 2015, en Bellator 145. Perdiendo la pelea por decisión unánime y el título luego de dos defensas exitosas.
Luego de que su hermano perdiera ante Michael Chandler, Freire subiría a la división de peso ligero para ganar una oportunidad titular contra Chandler. Freire enfrentó a Benson Henderson en el evento principapl de Bellator 160 el 26 de agosto de 2016. La pelea terminó de manera anticlimática luego de que Freire revelara que sufrió una lesión en la pierna. Por ello, Henderson obtuvo una victoria por TKO por lesión. Se reveló luego de la pelea que Freire había roto su espinilla en el primer asalto luego de que Henderson bloquera una patada con su rodilla.

#### Segundo reinado como Campeón Mundial de Peso Pluma de Bellator
Freire enfrentó a Daniel Straus en una cuarta pelea por el Campeonato Mundial de Peso Pluma de Bellator en Bellator 178 el 21 de abril de 2017. Luego de una competitivo primer asalto, Freire ganó la pelea por guillotine choke en el cominezo del segundo asalto para convertirse en el dos veces Campeón Mundial de Peso Pluma de Bellator. Freire fue multado por saltar de la jaula, luego de su victoria.
Se esperaba que Freire enfrentara a Daniel Weichel, en una revancha, en Bellator 188 el 16 de noviembre de 2017. Freire se retiró de la pelea debido a múltiples lesiones. Freire mostró interés en una revancha con Weichel a comienzos de 2018.
Como la primera defensa de su segundo reinado, Freire enfrentó a Daniel Weichel en Bellator 203 el 14 de julio de 2018. Ganó la pelea por decisión dividida.
En su segunda defensa titular, Freire enfrentó a Emmanuel Sanchez en Bellator 209 el 15 de noviembre de 2018. Freire ganó la pelea por decisión unánime.

#### Doble Campeón
El 20 de febrero de 2019, Bellator anunció que Freire había firmado una extensión de contrato de múltiples peleas con la organización. Como la primera pelea de su nuevo contrato, Freire enfrentó a Michael Chandler por Campeonato Mundial de Peso Ligero de Bellator en Bellator 221 el 11 de mayo de 2019. Freire ganó la pelea por TKO en el primer asalto para convertirse en el segundo peleador, después de Ryan Bader, en sostener dos títulos de Bellator al mismo tiempo.

#### Grand Prix de Peso Pluma 2021 de Bellator
En la primera ronda del Grand Prix de Peso Pluma, Freire defendió su Campeonato de Peso Pluma contra Juan Archuleta en Bellator 228 el 28 de septiembre de 2019. Ganó la pelea por decisión unánime.
En los cuartos de final, se esperaba que Freire defendiera su Campeonato de Peso Pluma contra Pedro Carvalho en Bellator 241 el 13 de marzo de 2020. Sin embargo, el evento completo fue cancelado debido a la pandemia de COVID-19. La pelea fue reagendada y ocurrió en Bellator 252 el 12 de noviembre. Freire ganó la pelea por KO en el primer asalto.
En las semifinales, Freire defendió su título contra Emmanuel Sanchez en Bellator 255 el 2 de abril. Siendo una revancha de su pelea de noviembre de 2018 la cual Freire ganó por decisión unánime. Luego de derribar con golpes a Sanchez con una ráfaga de golpes, Freire ganó la pelea por sumisión técnica en el primer asalto, luego de dejar inconsciente a Sanchez con una guillotina.
En la final, Freire enfrentó al invicto A.J. McKee por el título del Grand Prix y el premio de un millón de dólares en Bellator 263 el 31 de julio de 2021. Freire perdió la pelea por sumisión en el primer asalto.
El 6 de octubre de 2021, Freire anunció que dejó vacante el Campeonato de Peso Ligero de Bellator, al no querer entorpecer las aspiraciones titulares de su hermano Patricky.

#### Tercer reinado como Campeón Mundial de Peso Pluma de Bellator
En la primera pelea luego de perder el título pluma y dejar vacante el de peso ligero, Freire tuvo una revancha con A.J. McKee por el Campeonato Mundial de Peso Pluma de Bellator el 15 de abril de 2022, en Bellator 277. Freire ganó la pelea y el título por decisión unánime, acabando a su vez con el invicto de McKee.
Freire hizo la primera defensa de su tercer reinado como campeón de peso pluma de Bellator contra Ádám Borics, el 1 de octubre de 2022 en Bellator 286. Ganó la pelea por decisión unánime.

#### Bellator vs. Rizin
Freire enfrentó al Campeón de Peso Pluma de Rizin FF Kleber Koike Erbst en una pelea no-titular en Bellator MMA vs. Rizin, un evento producido en conjunto entre las dos promociones, el 31 de diciembre de 2022. Freire ganó la pelea por decisión unánime.

#### Oportunidad por el Campeonato Mundial de Peso Gallo de Bellator
En busca de convertirse en el primer peleador en tener títulos mundiales en tres divisiones diferentes simultáneamente, Pitbull enfrentó a Sergio Pettis por el Campeonato Mundial de Peso Gallo de Bellator el 16 de junio de 2023, en Bellator 297. Perdió la pelea por decisión unánime.
Freire enfrentó a Chihiro Suzuki en un peso pactado de 154 libras el 30 de julio de 2023, en Bellator MMA x Rizin 2. Perdió la pelea por nocaut en el primer asalto.

#### Bellator vs. PFL
Freire estaba programado para enfrentar al Campeón de Peso Pluma de PFL de 2023 Jesús Pinedo el 24 de febrero de 2024, en PFL vs. Bellator. Sin embargo, Pinedo se retiró de la pelea una semana antes del evento por una lesión de espalda y fue reemplazado por Gabriel Braga. A su vez, Braga se retiró de la pelea un día antes del evento y la pelea fue cancelada.

#### Continuación de su reinado como Campeón Mundial de Peso Pluma de Bellator
Freire hizo la segunda defensa de su título contra Jeremy Kennedy el 22 de marzo de 2024, en Bellator 302. Ganó la pelea por TKO en el tercer asalto.

## Vida personal
Patrício y su esposa Teresa tienen dos hijos, Davi (nacido en 2015) y Miguel (nacido en 2020).

## Campeonatos y logros
- Bellator MMA
  - Campeonato Mundial de Peso Ligero de Bellator (Una vez)
  - Campeonato Mundial de Peso Pluma de Bellator (Tres veces; actual)
    - Nueve defensas titulares exitosas (Total)
    - Dos defensas titulares exitosas (Primer reinado)
    - Cinco defensas titulares exitosas (Segundo reinado)
    - Dos defensa titular exitosa (Tercer reinado)

  - Segundo Campeón simultáneo en la historia de Bellator MMA[44]
  - Primer peleador en la historia de Bellator en tener cuatro reinados de campeonato diferentes[70]
  - Mayor cantidad de victorias en la historia de Bellator (23)[70]
  - Mayor cantidad de victorias en la historia de la división de Peso Pluma de Bellator (22)[71]
  - Mayor cantidad de victorias títulares en Bellator (13)[70]
  - Mayor cantidad de peleas titulares en la historia de Bellator (17)[71]
  - Mayor cantidad de peleas en la historia de Bellator (28)[71]
  - Empatado (con Michael Chandler) por la mayor cantidad de finalizaciones en la historia de Bellator (13)[72]
  - Mayor cantidad de finalizaciones en la historia de la división de Peso Pluma de Bellator (13)[73]
  - Mayor cantidad de nocauts en la historia de la división de Peso Pluma de Bellator (8)[74]
  - Segundo con mayor cantidad de victorias por sumisión en la historia de la división de Peso Pluma de Bellator (5)[75]
  - Ganador del Torneo de Peso Pluma de la Temporada Nueve de Bellator[76]
  - Ganador del Torneo de Peso Pluma de la Temporada Cuatro de Bellator
  - Finalista del Torneo de Peso Pluma de la Temporada Dos de Bellator
- MMA Junkie
  - Pelea del Mes de noviembre de 2015 vs. Daniel Straus el 6 de noviembre[77]

## Récord en artes marciales mixtas
| Récord profesional | Récord profesional | Récord profesional |
| 45 peleas          | 37 victorias       | 8 derrotas         |
| ------------------ | ------------------ | ------------------ |
| Nocaut             | 12                 | 2                  |
| Sumisión           | 12                 | 1                  |
| Decisión           | 13                 | 5                  |

| Resultado | Récord | Oponente             | Método                              | Evento                      | Fecha                         | Ronda | Tiempo | Localización                | Notas |
| --------- | ------ | -------------------- | ----------------------------------- | --------------------------- | ----------------------------- | ----- | ------ | --------------------------- | --- |
| Victoria  | 37–8   | Dan Ige              | Decisión (unánime)                  | UFC 318                     | 19 de julio de 2025           | 3     | 5:00   | Nueva Orleans, Luisiana     | |
| Derrota   | 36–8   | Yair Rodríguez       | Decisión (unánime)                  | UFC 314                     | 12 de abril de 2025           | 3     | 5:00   | Miami, Florida              | |
| Victoria  | 36–7   | Jeremy Kennedy       | TKO (rodillazos y golpes)           | Bellator 302                | 22 de marzo de 2024           | 3     | 4:07   | Belfast                     | Defendió el Campeonato Mundial de Peso Pluma de Bellator.                                                             |
| Derrota   | 35–7   | Chihiro Suzuki       | KO (puñetazo)                       | Bellator MMA x Rizin 2      | 30 de julio de 2023           | 1     | 2:32   | Saitama                     | Pelea en peso pactado (154 lbs).                                                                                      |
| Derrota   | 35–6   | Sergio Pettis        | Decisión (unánime)                  | Bellator 297                | 16 de junio de 2023           | 5     | 5:00   | Chicago, Illinois           | Por el Campeonato Mundial de Peso Gallo de Bellator. Debut en peso gallo.                                             |
| Victoria  | 35–5   | Kleber Koike Erbst   | Decisión (unánime)                  | Bellator vs. Rizin          | 31 de diciembre de 2022       | 3     | 5:00   | Tokio, Japón                | Pelea no-titular. |
| Victoria  | 34–5   | Ádám Borics          | Decisión (unánime)                  | Bellator 286                | 1 de octubre de 2022          | 5     | 5:00   | Long Beach, California      | Defendió el Campeonato Mundial de Peso Pluma de Bellator.                                                             |
| Victoria  | 33–5   | A.J. McKee           | Decisión (unánime)                  | Bellator 277                | 15 de abril de 2022           | 5     | 5:00   | San José, California        | Ganó el Campeonato Mundial de Peso Pluma de Bellator.                                                                 |
| Derrota   | 32–5   | A.J. McKee           | Sumisión técnica (guillotine choke) | Bellator 263                | 31 de julio de agosto de 2021 | 1     | 1:57   | Inglewood, California       | Perdió el Campeonato Mundial de Peso Pluma de Bellator. Final del Grand Prix de Peso Pluma de Bellator.               |
| Victoria  | 31–4   | Emmanuel Sanchez     | Sumisión técnica (guillotine choke) | Bellator 255                | 2 de abril de 2021            | 1     | 3:35   | Uncasville, Connecticut     | Defendió el Campeonato Mundial de Peso Pluma de Bellator. Semifinal del Grand Prix de Peso Pluma de Bellator.         |
| Victoria  | 31–4   | Pedro Carvalho       | KO (puñetazo)                       | Bellator 252                | 12 de noviembre de 2020       | 1     | 2:10   | Uncasville, Connecticut     | Defendió el Campeonato Mundial de Peso Pluma de Bellator. Cuarto de final del Grand Prix de Peso Pluma de Bellator.   |
| Victoria  | 30–4   | Juan Archuleta       | Decisión (unánime)                  | Bellator 228                | 28 de septiembre de 2019      | 5     | 5:00   | Inglewood, California       | Defendió el Campeonato Mundial de Peso Pluma de Bellator. Round de Apertura del Grand Prix de Peso Pluma de Bellator. |
| Victoria  | 29–4   | Michael Chandler     | TKO (golpes)                        | Bellator 221                | 11 de mayo de 2019            | 1     | 1:01   | Rosemont, llinois           | Ganó el Campeonato Mundial de Peso Ligero de Bellator.                                                                |
| Victoria  | 28–4   | Emmanuel Sanchez     | Decisión (unánime)                  | Bellator 209                | 15 de noviembre de 2018       | 5     | 5:00   | Tel Aviv, Israel            | Defendió el Campeonato Mundial de Peso Pluma de Bellator.                                                             |
| Victoria  | 27–4   | Daniel Weichel       | Decisión (dividida)                 | Bellator 203                | 14 de julio de 2018           | 5     | 5:00   | Roma, Italia                | Defendió el Campeonato Mundial de Peso Pluma de Bellator.                                                             |
| Victoria  | 26–4   | Daniel Straus        | Sumisión (guillotine choke)         | Bellator 178                | 21 de abril de 2017           | 2     | 0:37   | Uncasville, Connecticut     | Ganó el Campeonato Mundial de Peso Pluma de Bellator.                                                                 |
| Derrota   | 25–4   | Benson Henderson     | TKO (lesión en la pierna)           | Bellator 160                | agosto de 2016                | 2     | 2:26   | Anaheim, California         | Pelea en peso ligero.                                                                                                 |
| Victoria  | 25–3   | Henry Corrales       | Sumisión (guillotine choke)         | Bellator 153                | 22 de abril de 2016           | 2     | 4:09   | Uncasville, Connecticut     | |
| Derrota   | 24–3   | Daniel Straus        | Decisión (unánime)                  | Bellator 145                | 6 de noviembre de 2015        | 5     | 5:00   | San Luis, Misuri            | Perdió el Campeonato Mundial de Peso Pluma de Bellator.                                                               |
| Victoria  | 24–2   | Daniel Weichel       | KO (puñetazo)                       | Bellator 138                | 19 de junio de 2015           | 2     | 0:32   | San Luis, Misuri            | Defendió el Campeonato Mundial de Peso Pluma de Bellator.                                                             |
| Victoria  | 23–2   | Daniel Straus        | Sumisión (rear-naked choke)         | Bellator 132                | 16 de enero de 2015           | 4     | 4:49   | Temecula, California        | Defendió el Campeonato Mundial de Peso Pluma de Bellator.                                                             |
| Victoria  | 22–2   | Pat Curran           | Decisión (unánime)                  | Bellator 123                | 5 de septiembre de 2014       | 5     | 5:00   | Uncasville, Connecticut     | Ganó el Campeonato Mundial de Peso Pluma de Bellator.                                                                 |
| Victoria  | 21–2   | Justin Wilcox        | TKO (golpes)                        | Bellator 108                | 15 de noviembre de 2013       | 1     | 1:23   | Atlantic City, Nueva Jersey | Ganó el Torneo de Peso Pluma de la Temporada 9 de Bellator.                                                           |
| Victoria  | 20–2   | Fabrício Guerreiro   | Decisión (unánime)                  | Bellator 103                | 11 de octubre de 2013         | 3     | 5:00   | Mulvane, Kansas             | Semifinal del Torneo de Peso Pluma de la Temporada 9 de Bellator.                                                     |
| Victoria  | 19–2   | Diego Nunes          | KO (golpes)                         | Bellator 99                 | 13 de septiembre de 2013      | 1     | 1:19   | Temecula, California        | Cuarto de final del Torneo de Peso Pluma de la Temporada 9 de Bellator.                                               |
| Victoria  | 18–2   | Jared Downing        | TKO (golpes)                        | Bellator 97                 | 31 de julio de 2013           | 2     | 0:54   | Río Rancho, Nuevo México    | |
| Derrota   | 17–2   | Pat Curran           | Decisión (dividida)                 | Bellator 85                 | 13 de enero de 2013           | 5     | 5:00   | Irvine, California          | Por el Campeonato Mundial de Peso Pluma de Bellator                                                                   |
| Victoria  | 17–1   | Daniel Straus        | Decisión (unánime)                  | Bellator 45                 | 21 de mayo de 2011            | 3     | 5:00   | Lake Charles, Luisiana      | Ganó el Torneo de Peso Pluma de la Temporada 4 de Bellator.                                                           |
| Victoria  | 16–1   | Wilson Reis          | KO (golpes)                         | Bellator 41                 | 16 de abril de 2011           | 3     | 3:29   | Yuma, Arizona               | Semifinal del Torneo de Peso Pluma de la Temporada 4 de Bellator.                                                     |
| Victoria  | 15–1   | Georgi Karakhanyan   | TKO (golpes)                        | Bellator 37                 | 19 de marzo de 2011           | 3     | 0:56   | Concho, Oklahoma            | Cuarto de final del Torneo de Peso Pluma de la Temporada 4 de Bellator.                                               |
| Derrota   | 14–1   | Joe Warren           | Decisión (dividida)                 | Bellator 23                 | 24 de junio de 2010           | 3     | 5:00   | Louisville, Kentucky        | Perdió el Torneo de Peso Pluma de la Temporada 2 de Bellator.                                                         |
| Victoria  | 14–0   | Wilson Reis          | Decisión (unánime)                  | Bellator 18                 | 13 de mayo de 2010            | 3     | 5:00   | Monroe, Luisiana            | Semifinal del Torneo de Peso Pluma de la Temporada 2 de Bellator.                                                     |
| Victoria  | 13–0   | Will Romero          | Sumisión (heel hook)                | Bellator 15                 | 22 de abril de 2010           | 1     | 2:01   | Uncasville, Connecticut     | Cuarto de final del Torneo de Peso Pluma de la Temporada 2 de Bellator.                                               |
| Victoria  | 12–0   | Johnny Iwasaki       | Sumisión (guillotine choke)         | Platinum Fight Brazil 2     | 5 de diciembre de 2009        | 2     | 3:27   | Río de Janeiro, Brasil      | |
| Victoria  | 11–0   | Vinicius Borba       | TKO (patada a la cabeza y golpes)   | Eagle Fighting Championship | 26 de septiembre de 2009      | 1     | 1:24   | São Paulo, Brasil           | |
| Victoria  | 10–0   | Giovani Diniz        | Sumisión (kimura)                   | Platinum Fight Brazil       | 13 de agosto de 2009          | 1     | 2:20   | Natal, Brasil               | |
| Victoria  | 9–0    | Gleristone Santos    | KO (rodillazo volador)              | Brazil Nordeste Combat      | 2 de abril de 2009            | 1     | 2:16   | Natal, Brasil               | |
| Victoria  | 8–0    | Fernando Vieira      | Decisión (unánime)                  | Leal Combat: Premium        | 5 de junio de 2008            | 3     | 5:00   | Natal, Brasil               | |
| Victoria  | 7–0    | Paulo Mantas         | Sumisión (heel hook)                | Rino's FC 4                 | 27 de septiembre de 2007      | 1     | 2:21   | Fortaleza, Brasil           | |
| Victoria  | 6–0    | Jadyson Costa        | Sumisión (rear-naked choke)         | Leal Combat: Grand Prix     | 5 de julio de 2007            | 1     | 4:34   | Natal, Brasil               | |
| Victoria  | 5–0    | Rafael Gargula       | Sumisión (armbar)                   | Tridenium Combat            | 6 de abril de 2006            | 2     | 3:05   | Fortaleza, Brasil           | |
| Victoria  | 4–0    | Joao Paulo Rodrigues | Sumisión (guillotine choke)         | Fight Ship Looking Boy 1    | 8 de septiembre de 2005       | 2     | N/A    | Natal, Brasil               | |
| Victoria  | 3–0    | Tarcisio Jardim      | Sumisión (guillotine choke)         | Octagon Fight 1             | 24 de febrero de 2005         | 2     | N/A    | Natal, Brasil               | |
| Victoria  | 2–0    | Marlon Silva         | Decisión (unánime)                  | Brazilian Challenger 2      | 21 de octubre de 2004         | 3     | 5:00   | Natal, Brasil               | |
| Victoria  | 1–0    | Dida Dida            | TKO (paro de la esquina)            | Desafío: Natal vs. Nordeste | 9 de marzo de 2004            | 1     | 5:00   | Natal, Brasil               | |